# Швебіш-Галль
Швебіш-Галль (нім. Schwäbisch Hall) — місто в Німеччині, знаходиться в землі Баден-Вюртемберг. Підпорядковується адміністративному округу Штутгарт. Входить до складу району Швебіш-Галль.
Площа — 104,24 км2. Населення становить 40 679 ос. (станом на 31 грудня 2020).

## Відомі особистості
У місті народилась:
- Ульріке Швайкерт (* 1966) — німецька письменниця.